# Дубовик, Алексей Иванович
Алексей Иванович Дубовик (род. 28 марта 1939, Миллерово, Ростовская область) — советский легкоатлет, чемпион УССР,  мастер спорта СССР. Советский и украинский тренер по лёгкой атлетике. Заслуженный тренер УССР (1983). Заслуженный тренер СССР (1991).

## Биография
Родился 28 марта 1939 года в городе Миллерово Ростовской области. С 1954 года занимался спортом. Был чемпионом Украины в 1963 году в беге на 1500 м, победителем и призёром многих всесоюзных соревнований по легкой атлетике. 
В 1964 году закончил Факультет физического воспитания Крымского пединститута. С 1967 года работал тренером по легкой атлетике. С 1969 года и по настоящее время работал тренером по легкой атлетике в ШВСМ при Крымском рескомспорте. Присвоены звания: в 1982 году — заслуженный тренер УССР, 1991 год — заслуженный тренер СССР, 1999 год — заслуженный работник физической культуры Крыма, в 2010 году -  заслуженный работник физической культуры и спорта Украины. Награждён медалью «За доблестный труд».
За свою трудовую деятельность подготовил: 1 Заслуженного мастера спорта, 9 мастеров спорта международного класса, 36 мастеров спорта.
В числе воспитанников Алексея Ивановича такие спортсмены как:
- Заслуженный мастер спорта Раллдугина Надежда 1957 г.р. — становилась победительницей кубка Европы на 1500 м в 1983 году, чемпионкой альтернативных Олимпиаде соревнований "Дружба 84". Олимпиада в Лос-Анджелесе и «Дружба 84» проходили в один день. Победительница Олимпиады итальянка Г. Дорио на 1500 м показала 4:03.25 сёк, Надежда в этот же день на этой же дистанции показала 3:56.63 (считается вечным рекордом Украины). Так же Надежда установила рекорд Европы на 1 милю в манеже показав 4:28.46 сек в 1982 году. Она была многократный чемпионкой УССР и СССР.[3]

Мастера спорта международного класса:
- Джабраилова (Половинская) Татьяна Егоровна 1965 г.р — самое лучшее выступление среди Крымских лёгко-атлетов на Олимпийских играх — 4 место с рекордом СССР на марафоне 2ч 27.05 сек 1988 г. в городе Сеул. Многократная чемпионка УССР и СССР на длинных дистанциях. Чемпионка СССР 1988 г. в марафонском беге. Победительница Кубка мира 1991 г. в командном зачете.[4]
- Педан Анна 1960 г.р. — многократный чемпионкой УССР на 5-10 км, призёр чемпионата мира среди студентов в Австрии в 1986г в беге на 5000м — 15.26,6 сек
- Серпутько Наталья 1963 г.р. — многократная чемпионка УССР в ходьбе на 5-10км[2]
- Коврижкина Нина 1965 г.р. -многократная чемпионка УССР в беге на 5 км, 10 км 42 км 195 м, многократная победительница марафонов в Европе и Америке.[5]
- Осипов Александр 1967 г.р. — на чемпионате Европы в беге на 100 км занял 5-е место (6 часов 57 минут)
- Лучинина Маргарита 1984 г.р.- многократная чемпионка Украины на 3, 5, 10 км и пробегов, лучший результат на 20 км- 1 час 6 минут и 50 секунд[6]
- Шаталова Мария 1989 г.р. — 3 место на чемпионате Европы среди молодежи, многократная чемпионка и рекордсменом Украины на 3км и 3 км с/п. В 2014 году по семейным причинах выехала в Киев и осталась там после переходы Крыма в Россию. В 2016 году выступала за Украину на Олимпиаде в Рио-Де-Жанейро и заняла 16 место[7]
- Мара Валерия 1984 г.р. — многократная чемпионка Украины на 3000м с/п. 5 место на чемпионате Европы в 2011 г. 3 место в команде Украины.[8]

Среди мастеров спорта можно выделить Барванову (Захарову) Илону и Аверкову Анжелику, которым не хватило 10 сек и 8 сек до выполнения норматива МСМК на полумарафоне, они становились победителями многих пробегов в Европе и Америке. Воробьева Наталья 1969 г.р. многократная чемпионка Украины на 800м и 1500 м, чемпионка СССР на 800 м, 1500 м среди девушек, юниорок, молодежи. Участница чемпионата мира среди юниоров в Канаде 1987 г. Калюжная Виктория 1979 г.р. участница чемпионатов мира и Европы в беге на 100 км. Чемпионами Украины и победителями многих соревнований в Европе и Америке становились такие воспитанники Дубовика как Мокринский Александр, Ярошенко Владимир, Демидович Виктор, Краснова Елена, Ершов Александр, Шесток Варвара, Захаров Николай, Севостьянов Владимир, Белокур Анатолий. 